# ランブルーゴ
ランブルーゴ（伊: Lambrugo）は、イタリア共和国ロンバルディア州コモ県にある、人口約2,500人の基礎自治体（コムーネ）。

## 地理

### 位置・広がり
コモ県南東部、ブリアンツァ地方のコムーネ。県都コモから東南東へ13km、レッコから南西へ16km、州都ミラノから北へ33kmの距離にある。

#### 隣接コムーネ
隣接するコムーネは以下の通り。括弧内のLCはレッコ県所属を示す。
- メローネ - 北
- コスタ・マズナーガ (LC) - 北東
- ニビオンノ (LC) - 南東
- インヴェリーゴ - 南
- ルラーゴ・デルバ - 西

### 地形・地勢
- 河川：ランブロ川（イタリア語版）

### 地震分類
イタリアの地震リスク階級 (it) では、4 に分類される
。

## 行政

### 分離集落
ランブルーゴには、以下の分離集落（フラツィオーネ）がある。
- Cadea, Cascina Giulia, Galletto, Momberto, Piazza, Resegone

## 交通

### 道路
- SP ex SS 342 (it:Strada statale 342 Briantea)